# Garzeno
Garzeno là một đô thị ở tỉnh Como trong vùng Lombardia, có cự ly khoảng 70 kilômét (43 mi) về phía bắc của Milano và khoảng 35 kilômét (22 mi) về phía đông bắc của Como. Tại thời điểm ngày 31 tháng 12 năm 2004, đô thị này có dân số 966 người và diện tích là 29,1 km².
Garzeno giáp các đô thị: Consiglio di Rumo, Cremia, Cusino, Dongo, Germasino, Grandola ed Uniti, Pianello del Lario, Plesio, San Bartolomeo Val Cavargna, San Nazzaro Val Cavargna.